# 阮福洪休
阮福洪休（越南语：／，1835年10月2日—1885年5月9日），又名阮福洪佺（越南语：／），越南阮朝绍治帝第八子，生母良妃武氏媛，安福郡王阮福洪健同母兄。

## 生平
明命十六年八月十一日（1835年10月2日），阮福洪休在順化京城出生。年少好學。紹治六年（1846年）三月，受封為嘉興公（越南语：／）。嗣德三十六年（1883年）六月，嗣德帝去世，阮文祥和尊室說廢黜嗣君阮福膺禛，擁立朗國公阮福洪佚即位，是為協和帝。晉光禮成，協和帝晉封阮福洪休為嘉興郡王（越南语：／）。
同年十一月，協和帝遭阮文祥和尊室說廢黜，改立建福帝阮福膺祜，以嘉興郡王阮福洪休充任輔政親臣，凡是先奏報嘉興郡王和尊室說、阮文祥。建福帝賜阮福洪休一枚“萬事永賴”大項金錢、一隻黃金挈指嵌眼貓金剛，以示優寵。建福元年二月，建福帝晉封輔政親臣阮福洪休為嘉興王（越南语：／），並兼任尊人府右尊正。同年九月，鎮靖郡公阮福綿寅上疏，指阮福洪休洩漏軍國重事，而且與妹妹同春公主阮玉嘉篤通姦生子，敗壞倫常，下尊人府查究。尊室說和阮文祥認為嘉興王與法國欽使黎那往來密切，洩漏機密一事屬實，革去職務和爵位，發配廣治省甘露府鎮牢堡安置，嘉興王房諸公子降為尊室。
咸宜元年三月二十五日（1885年5月9日），阮福洪休在廣治省病亡，虛齡五十一歲。後二月，咸宜帝出奔抗法，壽春王阮福綿定攝理國政，奉三宮懿旨，準阮福洪休家人扶柩回京安葬，葬於承天府香茶縣安寧總竹林社。同年秋，同慶帝初立，開復阮福洪休為嘉興公（越南语：／），諸子也准許回京，並恢復他們的尊籍。成泰元年（1889年），成泰帝追復阮福洪休為嘉興郡王（越南语：／），賜諡恭肅，在香茶縣第五坊建祠祭祀。
保大十六年（1941年）二月，保大帝追封其為嘉興王（越南语：／）。

## 家庭

### 妻妾
- 阮氏姯，承天府人，阮文得之女，生阮福膺衠

### 子女
阮福洪休共有10子15女。本房後裔按照御賜行字部起名。
- 三子阮福膺衠，生母阮氏姯，嗣德十一年（1858年）出生。
- 阮福膺衍
- 阮福膺𧗴
- 阮福膺衑
- 阮福膺衛
- 阮福膺𧗶
- 七子阮福膺䘗，初襲封嘉興縣侯，成泰二年襲封嘉興郡公

## 影視形象
| 演員   | 年份   | 影視作品 | 備註  |
| 丁明光 | 2019年 | 《鳳扣》 | [ 6 ] |